# Transsaharahandel

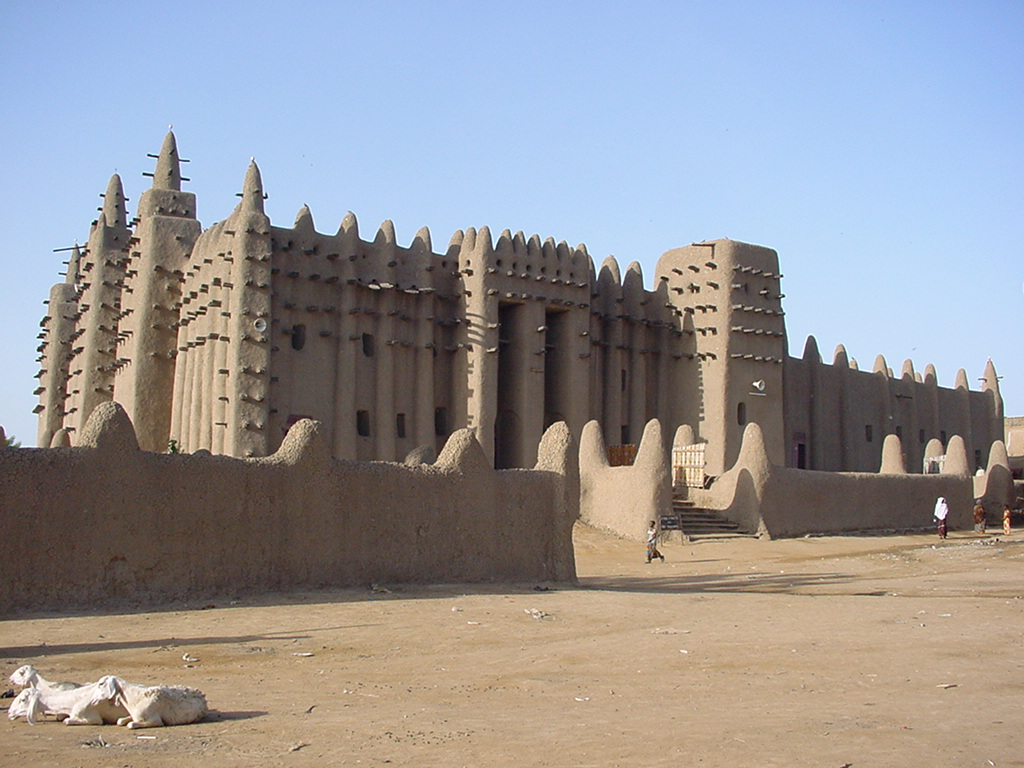
Djenné war früher ein wichtiger Umschlagplatz für Waren, heute Weltkulturerbe: Große Moschee von Djenné

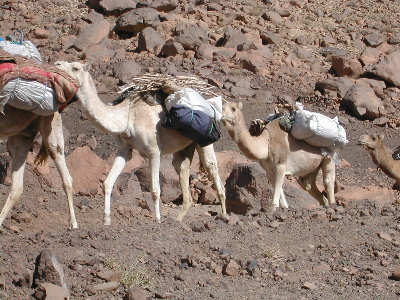
Dromedare als Lastentiere

Als Transsaharahandel wird der Handelsverkehr bezeichnet, der das westliche Innerafrika mit der Mittelmeerwelt verband.

## Transsaharahandel in der Antike
Die Ursprünge des Handelsverkehrs zwischen Westafrika und dem Mittelmeerraum lagen lange im Dunkeln. Vermutet wurde, dass die in der östlichen Sahara seit 1000 v. Chr. und im Westen seit 700 v. Chr. auf Felsbildern festgehaltenen Pferde und Streitwagen eine gewisse Rolle im Warenverkehr spielten. Die geringe Tragfähigkeit dieser Wagen und der große Wasserverbrauch der Pferde dürften eine vollständige Saharadurchquerung mit diesen Transportmitteln allerdings ausgeschlossen haben. Herodot berichtet im 5. Jahrhundert v. Chr. von den Garamanten, die mit ihren Streitwagen Jagd auf schwarze Afrikaner machten. Häufig wurde darin, wohl zu Unrecht, ein erster direkter Hinweis auf den transsaharanischen Sklavenhandel gesehen. Angesichts der günstigeren klimatischen Bedingungen in der Antike könnten dagegen Esel und Maultiere eine bedeutende Rolle bei der Durchquerung der Sahara gespielt haben.
In Gold, Elfenbein und Sklaven sah man zumeist die wichtigsten Austauschprodukte. Rezente archäologische und ethno-historische Untersuchungen deuten auf eine Begründung des Sklavenhandels auf der Bornustraße durch punische Händler aus Karthago im 6. Jahrhundert v. Chr. Erst im Anschluss an diese Impulse aus dem Norden stiegen die Garamanten zu den wichtigsten Mittelsmännern des transsaharanischen Handels auf. Der Niedergang und die Zerstörung Karthagos 146 v. Chr. hatten vermutlich keine großen Auswirkungen auf den Handel, zumal die starke römische Nachfrage in Bezug auf die Produkte des Südens unvermindert anhielt. Besonders geschätzt waren Sklaven, Gold und exotische Tiere für die römischen Zirkuskämpfe. Ptolemaios erwähnt im 2. Jahrhundert n. Chr. eine Expedition des Königs der Garamanten in Richtung Süden nach Agisymba zur Unterwerfung der unbotmäßigen Einwohner dieses Landes. Forschungen der letzten Jahre legen nahe, dass Agisymba als Vorläuferreich des Reiches von Kanem anzusehen ist. Große Bedeutung für den Aufschwung des Transsaharahandels hatte die zunehmende Verbreitung des Kamels in Nordafrika, das möglicherweise bereits im 17. Jahrhundert v. Chr. nach Ägypten eingeführt wurde, aber erst seit dem 4. Jahrhundert n. Chr. allgemein in der Sahara in Gebrauch kam.

## Transsaharahandel im Mittelalter

Handelsrouten der Westsahara im Zeitraum 1000–1500. Goldfelder sind hellbraun markiert.

Seit dem 5. Jahrhundert kam es durch den Aufstieg des Reiches von Ghana in der westlichen Sahara zu einem erneuten Aufschwung des Handels. Durch die Entstehung einer sozialen Oberschicht im Niger-Senegal-Gebiet stieg die Nachfrage nach Luxusgütern aus dem Norden erheblich an. Die Intensivierung des Handels wurde auch durch den staatlichen Schutz von Ghana begünstigt. Im Austausch für das Gold der Wangara lieferten die nordafrikanischen Händler hauptsächlich Salz aus den Salinen von Taghaza (Nordmali) und Idschil (Westmauretanien), da Salz im tropischen Westafrika sehr begehrt war (vgl. auch Salzkarawanen in der Sahara). Endpunkt des Handels im Maghreb war bis ins 11. Jahrhundert Sidschilmasa. Auf der Bornustraße zwischen dem Tschadsee und Tripolis waren Sklaven seit der Antike das wichtigste Ausfuhrprodukt. Salz kam in diesem Bereich aus den Oasen von Bilma und Fachi. Wichtigste Importprodukte aus Nordafrika waren Pferde, Stoffe und Waffen. Innerhalb der Handelsnetzwerke spielten bis zum 12. Jahrhundert ibaditische Gruppen aus Nordafrika  eine tragende Rolle. Die Kenntnisse stammen von arabischen Reisenden wie Ibn al-Faqih (Anfang 10. Jahrhundert), Yāqūt ar-Rūmī (Ende 12. Jahrhundert) und Ibn Battūta (14. Jahrhundert), die häufig von einer wohl zum Teil legendären Form des stummen Handels berichten.
Unter dem Songhaireich stieg Timbuktu ab 1450 am Niger zum bedeutendsten Handelszentrum in der Sahelzone auf. Es wurde durch die engen Kontakte mit dem Maghreb auch Zentrum der islamischen Kultur im westlichen Afrika (vgl. Lehmmoscheen von Timbuktu). Allerdings wurde das Songhaireich 1591 durch eine Invasion der aus dem heutigen Marokko stammenden Saadier zerschlagen. Der Staatszerfall führte zu einer erheblichen Beeinträchtigung des Handels in der westlichen Sahara, da in der Folge eine Ordnungsmacht fehlte, die die Handelsrouten sichern konnte.

## Transsaharahandel in der Neuzeit
Die politische Stabilität und die Sicherheit des Warenverkehrs im Hausaland und in Bornu begründeten dagegen einen Aufschwung des Handels über die Bornustraße. Sogar das Gold der Aschanti fand zum Teil seinen Weg über die Hausastaaten nach Nordafrika. Insgesamt aber wurde der westafrikanische Goldhandel hauptsächlich durch die Konkurrenz der Portugiesen und später auch anderer europäischer Nationen an der westafrikanischen Küste beeinträchtigt. Dennoch konnte der Transsaharahandel seine wirtschaftliche Bedeutung für die Reiche in der Sahelzone bis zur Mitte des 19. Jahrhunderts behaupten. Danach begann das langsam im Osmanischen Reich durchgesetzte Verbot des Sklavenhandels auch den vormals florierenden Handel in der Sahara immer stärker zu beeinträchtigen. Selbst auf den Nebenrouten – vom heutigen Tschad nach Bengasi in der Cyrenaika – kam der Handel weitgehend zum Erliegen, dies noch vor dem Beginn der Kolonialzeit. Der französische Versuch, eine transsaharische Eisenbahnlinie von Algier oder Tunis über das Ahaggar-Gebirge nach Timbuktu zu bauen, scheiterte am Widerstand der Tuareg, da die ihr Handelsmonopol und damit ihre Existenzgrundlage gefährdet sahen. Mit der kolonialen Unterwerfung Nordwestafrikas durch Frankreich richteten sich die Handels- und Wirtschaftsbeziehungen Innerafrikas endgültig nach den Küstengebieten am Atlantik aus.